# Barbara Haščáková
Barbara Haščáková (n. 11 decembrie 1979, Košice, Cehoslovacia – d. 22 noiembrie 2023, Sarasota, Florida, SUA) a fost cântăreață slovacă.

## Biografie
Barbara Haščáková s-a născut la 11 decembrie 1979 la Cașovia. Tatăl ei a fost ilustratorul Jozef Haščák (1948-2012).

## Carieră
Haščáková și-a început cariera la vârsta de 14 ani în trupa Maduar, după ce managerul grupului, Ladislav Matyinko, i-a convins pe părinții ei că Maduar va fi o trupă de succes, iar aceștia au consimțit ca ea să devină membră. Cu toate acestea, ea nu a rămas mult timp membră a Maduar. După primul album de mare succes al trupei Maduar - I Feel Good, care a primit discul de platină și premiile "Song of the Year" și "Album of the Year" - ea a continuat să facă parte din duo-ul MC Erik & Barbara, împreună cu fostul membru Maduar, Erik Aresta.
La sfârșitul anilor 1990, Haščáková a atins apogeul popularității sale. În urma victoriei sale din 1998 la Premiile Slávik, a primit nominalizări și pentru 1999 și 2000, când premiul a revenit Janei Kirschner. Cu toate acestea, în 1999 s-a mutat în Statele Unite pentru a scăpa de presiunile faimei. În Statele Unite s-a căsătorit și a locuit mai întâi în statul Wyoming și apoi în Florida.
În ciuda faptului că a înregistrat mai multe albume în slovacă și în engleză, nu a reușit să atingă succesul nu a reușit să atingă succesul. Singura ei producție notabilă după emigrare este duetul Nepozerám din 2016 cu Miroslav Jaroš.

## Decesul
Haščáková a murit în urma unui accident vascular cerebral în Sarasota, Florida, pe 22 noiembrie 2023, la vârsta de 43 de ani. După o înmormântare în Sarasota, trupul ei a fost transportat în Slovacia pentru a fi înmormântat în orașul său natal Cașovia.

## Discografie
- 1997: Barbara
- 1999: Ver, Že Ja
- 2003: Secretele fericirii
- 2006: Eu și muzica mea

## Premii și nominalizări
| An   | Nominalizate | Premii          | Categorie               | Rezultat     |
| ---- | ------------ | --------------- | ----------------------- | ------------ |
| 1998 | Ea însăși    | Premiile Slávik | Cea mai bună cântăreață | Câștigatoare |
| 1999 | Ea însăși    | Premiile Slávik | Cea mai bună cântăreață | Nominalizată |
| 2000 | Ea însăși    | Premiile Slávik | Cea mai bună cântăreață | Nominalizată |